# ディズニー・チャンネル ゲームズ
『ディズニー・チャンネル ゲームズ』（Disney Channel Games）は、2007年3月からディズニー・チャンネルで放送されている特別企画である。

## 概要
ディズニー・チャンネルで活躍中のスターたちによる夢の共演。各チームに分かれ、知力、体力、そしてチームワークを駆使し、滑稽なリレー競走や障害物競走など様々なゲームに挑む様子をドラマシリーズの4作品放送中に流される。世界各国のディズニー・チャンネル スター達がフロリダ州オーランドのウォルト・ディズニー・ワールドに集結している。
第1回から3回大会まで、 カンフー・プリンセス・ウェンディー・ウー主演の小山田真が日本代表として出演。第2回大会では「アートアタック」のホストを務める岡田幸樹が日本代表として初参加。『先に放送したTBS「DOORS」に近い』といわれることもある。
ディズニー・チャンネル ゲームズは、2006年6月にアメリカのディズニー・チャンネルで放送されたのが初めてで、その後は、イギリスやカナダ、オーストラリアなどでも放送された。

## ディズニー・チャンネル ゲームズ2006（第1回大会）

### 内容
レッドチーム、グリーンチーム、ブルーチームの3チームに分かれ、知力、体力、そしてチームワークを使って競う。ドラマシリーズ4作品の特別連続放送の合間に放送された。司会はスイート・ライフのフィル・ルイス（マリオン・モーズビー役）とブライアン・ステパネク（アーウィン役）が務め、ザック・エフロンとアシュレイ・ティスデイル、ブレンダ・ソングはチームキャプテンとして活躍した。 結局は、この大会で勝利を得たのはブルーチームである。

### 放送スケジュール
- 2007年3月3日（土）～ 3月11日（日）
  - 18:00/22:00 サブリナ
  - 18:30/22:30 スイート・ライフ
  - 19:00/23:00 レイブン　見えちゃってチョー大変!
  - 19:30/23:30 シークレット・アイドル ハンナ・モンタナ

### 登場選手
- レッドチーム
  - ザック・エフロン
  - 小山田真
  - アナリーザ・ヴァン・ダ・ポール
  - ケイ・パナベイカー
  - モイセス・アリアス
  - ディラン・スプラウス

- グリーンチーム
  - アシュレイ・ティスデイル
  - マイリー・サイラス
  - エミリー・オスメント
  - ルーカス・グラビール
  - カイル・マッシー
  - ミッチェル・ムッソ

- ブルーチーム
  - ブレンダ・ソング
  - コール・スプラウス
  - バネッサ・アン・ハジェンズ
  - モニーク・コールマン
  - ジェイソン・アールズ
  - コービン・ブルー ほか

## ディズニー・チャンネル ゲームズ2007（第2回大会）

### 内容
第2回大会は2007年8月から9月にかけて放送された。ブエナビスタ湖（フロリダ）のディズニー・ワールドの「Disney's Wide World of Sports Complex」で主催され、各国のディズニー・チャンネル スター達がチームに参加した。この大会では、レッドチーム、グリーンチーム、ブルーチーム、そして新たにイエローチームが加わり、さまざまな競技を競った。グリーンチームが勝利した。

### 放送スケジュール
- 2007年8月25日（土）
  - 18:00 ディズニー・チャンネル ゲームズ 開会式
  - 18:30 シークレット・アイドル ハンナ・モンタナ（新エピソード）
  - 19:00 コーリー ホワイトハウスでチョー大変!（新エピソード）
  - 19:30 スイート・ライフ
  - 20:00 ハイスクール・ミュージカル

- 8月26日（日）
  - 18:00 サブリナ（新エピソード）
  - 18:30 シークレット・アイドル ハンナ・モンタナ
  - 19:00 コーリー ホワイトハウスでチョー大変!
  - 19:30 スイート・ライフ
  - 20:00 サッカー・ツインズ/ただいま特訓中!

- 9月1日（土）
  - 18:00 サブリナ
  - 18:30 シークレット・アイドル ハンナ・モンタナ
  - 19:00 コーリー ホワイトハウスでチョー大変!（新エピソード）
  - 19:30 スイート・ライフ
  - 20:00 エージェント・コーディ（初登場）

- 9月2日（日）
  - 18:00 サブリナ（新エピソード）
  - 18:30 シークレット・アイドル ハンナ・モンタナ
  - 19:00 コーリー ホワイトハウスでチョー大変!
  - 19:30 スイート・ライフ
  - 20:00 雪のビック・ウェーブ

- 9月8日（土）
  - 18:00 サブリナ
  - 18:30 シークレット・アイドル ハンナ・モンタナ
  - 19:00 コーリー ホワイトハウスでチョー大変!（新エピソード）
  - 19:30 スイート・ライフ
  - 20:00 もうひとりの僕 クローンは優等生（初登場）

- 9月9日（日）
  - 18:00 サブリナ
  - 18:30 シークレット・アイドル ハンナ・モンタナ
  - 19:00 コーリー ホワイトハウスでチョー大変!
  - 19:30 スイート・ライフ
  - 20:00 カンフー・プリンセス・ウェンディー・ウー

- 9月15日（土）
  - 18:00 サブリナ（新エピソード）
  - 18:30 シークレット・アイドル ハンナ・モンタナ
  - 19:00 コーリー ホワイトハウスでチョー大変!（新エピソード）
  - 19:30 スイート・ライフ（新エピソード）
  - 20:00 チーター・ガールズ2 ～とびだす解説付き（初登場）

- 9月16日（日）
  - 18:00 サブリナ（新エピソード）
  - 18:30 シークレット・アイドル ハンナ・モンタナ
  - 19:00 コーリー ホワイトハウスでチョー大変!
  - 19:30 スイート・ライフ
  - 20:00 ハイスクール・ミュージカル

- 9月22日（土）
  - 18:00 サブリナ
  - 18:30 シークレット・アイドル ハンナ・モンタナ（新エピソード）
  - 19:00 コーリー ホワイトハウスでチョー大変!（新エピソード）
  - 19:30 スイート・ライフ（新エピソード）
  - 20:00 ハイスクール・ミュージカル ～とびだす解説付き

- 9月23日（日）
  - 18:00 ディズニー・チャンネル ゲームズ 閉会式

### 登場選手
- レッドチーム
  - ブレンダ・ソング
  - ジェイソン・アールズ
  - アシュレイ・ティスデイル
  - モイセス・アリアス
  - アドリアンヌ・バイロン
  - ミッチェル・ムッソ
  - シドニー・ホワイト
  - フランソワ・ジヴィル
  - セルジオ・マーティン

- グリーンチーム
  - ディラン・スプラウス
  - ルーカス・グラビール
  - マイリー・サイラス
  - モニーク・コールマン
  - ブランドン・ベイカー
  - 岡田幸樹
  - パックス・ボールドウィン
  - ジュリア・ボヴェリオ
  - ビーラ・クレンチェ

- ブルーチーム
  - コービン・ブルー
  - コール・スプラウス
  - 小山田真
  - カイリー・ウィリアムズ
  - ジェイク・ティー・オースティン
  - マイアラ・ウォルシュ
  - イザベラ・ソリヒ
  - ジュリオ・ルビネリ
  - ロジャー・ゴンザレス

- イエローチーム
  - カイル・マッシー
  - ジェイソン・ドーリー
  - エミリー・オスメント
  - サブリナ・ブライアン
  - アンドレア・グアシュ
  - ロブソン・ニューネス
  - コーム・レヴォン

## ディズニー・チャンネル ゲームズ2008（第3回大会）

### 内容
第3回大会では、ファイア（赤）、コメット（黄）、サイクロン（緑）、ライトニング（青）の4チームに分かれて、スター達によるさまざまな競技が行われた。

### 放送スケジュール
- 2008年8月29日（金）
  - 18:00 ディズニー・チャンネル ゲームズ 2008 #1
  - 18:30 ウェイバリー通りのウィザードたち #10
  - 19:00 スイート・ライフ #79
  - 19:30 シークレット・アイドル ハンナ・モンタナ #50

- 9月5日（金）
  - 18:00 ディズニー・チャンネル ゲームズ 2008 #2
  - 18:30 ウェイバリー通りのウィザードたち #11
  - 19:00 スイート・ライフ #80
  - 19:30 シークレット・アイドル ハンナ・モンタナ #41

- 9月12日（金）
  - 18:00 ディズニー・チャンネル ゲームズ 2008 #3
  - 18:30 ウェイバリー通りのウィザードたち #12
  - 19:00 スイート・ライフ #81
  - 19:30 シークレット・アイドル ハンナ・モンタナ #42

- 9月19日（金）
  - 18:00 ディズニー・チャンネル ゲームズ 2008 #4
  - 18:30 ウェイバリー通りのウィザードたち #14
  - 19:00 スイート・ライフ #82
  - 19:30 シークレット・アイドル ハンナ・モンタナ #44

- 9月26日（金）
  - 18:00 ディズニー・チャンネル ゲームズ 2008 #5
  - 18:30 ウェイバリー通りのウィザードたち #15
  - 19:00 スイート・ライフ #83
  - 19:30 シークレット・アイドル ハンナ・モンタナ #45

### 登場選手
- ライトニングチーム
  - カイリー・ウィリアムズ
  - アリソン・ストナー
  - コール・スプラウス
  - ロジャー・ゴンザレス

- ファイヤーチーム
  - キャプテン　ブレンダ・ソング

- イエローチーム
  - 小山田真